# Ж
Ж, ж (название: же, жэ) — буква всех славянских кириллических алфавитов (восьмая в русском, белорусском, сербском и македонском, седьмая в болгарском, девятая в украинском и десятая в русинском); используется также в алфавитах некоторых неславянских языков, где на её основе были даже построены новые буквы, наподобие Ӂ или Җ. В старо- и церковнославянской азбуках называется «живѣ́те» (то есть «живите», повелительное наклонение от «жити») и является седьмой по счёту; в кириллице выглядит как  и числового значения не имеет, в глаголице выглядит как Ⰶ () и имеет числовое значение 7.

## В русском языке
В русском языке буква Ж обозначает звонкий ретрофлексный спирант ([ʐ]). По сравнению со звуком [ʒ], встречающимся в европейских языках (английское s в measure, французское j в jamais и т. д.), русский согласный звучит твёрже. Аналогичный глухой согласный обозначается буквой Ш.

### Произношение
При произнесении твёрдых согласных [Ш] и [Ж] губы раскрыты, между зубами расстояние 1—2 мм, кончик языка лопатообразно приподнят по направлению к передней части нёба за альвеолы верхних передних зубов, но не касается твёрдого нёба; боковые края языка касаются верхних коренных зубов и несколько приподняты, образуя в языке лёгкую впадину. При произнесении глухого [Ш] голосовые связки не вибрируют, в то время как при звуке [Ж] не только работают голосовые связки, но и вибрирует кончик языка.

### Случаи «мягкого» произношения звука
В русской фонетике в некоторых говорах также встречается долгий звонкий мягкий вариант звука [ж]: /ʑ:/, отдельной буквой не представимый (для соответствующего глухого звука существует буква Щ): до[ж’ж’]и (дожди), дро[ж’ж’]и (дрожжи), во[ж’ж’]и (вожжи), по[ж’ж’]е (позже), е[ж’ж’]у (езжу), «ви[ж’ж’]ять» (визжать), «дребе[ж’ж’]ять» (дребезжать), «бре[ж’ж’]ить» (брезжить). Этот звук также встречается в некоторых заимствованных словах: [ж’]юри, [ж’]юльен, [Ж’]юль Верн. Однако этот звук не всегда считается нормативным.

### Правописание гласных после Ж
В русском языке выбор между написаниями жа/жя, жо/жё, жу/жю, жи/жы, же/жэ определяется не произношением, а формальными правилами и соображениями этимологического и исторического порядка. Традиционны написания жа, жу, жи, же; противоположные им жя, жю, жы, жэ в исконно русских словах невозможны, хотя могут встречаться в заимствованиях (например: жюри, Джяла, Кажым, Чжэцзян), а также в сложных словах (межэтнический). Выбор между написаниями жо и жё определяют достаточно сложные правила: так, в начале слов в основном пишется жё (жёлтый, жёлудь, жёрнов, жёсткий и т. д.), буквосочетание жо в начале слов встречается только в заимствованиях (жокей, жожоба), некоторых формах имён собственных (Жора, Жостово) и некоторых других словах: жолкнуть, жом, жор, жох. В заимствованных словах, оканчивающихся на -ор/-ёр, также пишется жё: дирижёр, монтажёр, тренажёр (исключение: мажор).

## В составе диграфа ДЖ
В украинском, белорусском и болгарском языках буква Ж используется также в составе диграфа дж, обозначающего звонкую аффрикату, парную к глухой [ч] (в сербском и македонском алфавитах вместо написания дж используется отдельная буква Џ).

## В неславянских языках
В узбекском кириллическом алфавите, использовавшемся в 1940—1993 годах, так же как и в киргизской кириллице, из-за того что звук [ʒ] встречается лишь в редких иноязычных заимствованиях, буква Ж обозначает аффрикату [ʤ]. В современной узбекской латинице Ж заменили на букву J. В монгольской кириллице буквой Ж обозначают глухую аффрикату [ʧ], а буквой Ч — глухую придыхательную аффрикату [ʧʰ]. В дунганской кириллице Ж используется для ретрофлексной [ʐ], схожая конвенция применяется в транскрипции китайского языка на русский язык (в пиньине они обе соответствуют букве r). Казахский язык использует эту букву для обозначения звука [ʐ].

## Транскрипция
Кириллическая буква Ж в письменностях с латинской основой передаётся по-разному, в зависимости от языка: в чешском, словацком, словенском, хорватском (и латинском варианте сербского) применяется буква Ž (она же обычно используется для транслитерации «вообще»), в польском — более древний её вариант Ż; в романских языках — G или J с последующими e или i, в германских — диграфы zh (англ.) или sh (нем.) и др.

## Таблица кодов
| Кодировка    | Регистр   | Десятич- ный код | 16-рич- ный код | Восьмерич- ный код | Двоичный код      |
| ------------ | --------- | ---------------- | --------------- | ------------------ | ----------------- |
| Юникод       | Прописная | 1046             | 0416            | 002026             | 00000100 00010110 |
| Юникод       | Строчная  | 1078             | 0436            | 002066             | 00000100 00110110 |
| ISO 8859-5   | Прописная | 182              | B6              | 266                | 10110110          |
| ISO 8859-5   | Строчная  | 214              | D6              | 326                | 11010110          |
| КОИ-8        | Прописная | 246              | F6              | 366                | 11110110          |
| КОИ-8        | Строчная  | 214              | D6              | 326                | 11010110          |
| Windows-1251 | Прописная | 198              | C6              | 306                | 11000110          |
| Windows-1251 | Строчная  | 230              | E6              | 346                | 11100110          |

В HTML прописную букву Ж можно записать как &#1046; или &#x416;, а строчную ж — как &#1078; или &#x436;.